# 李弇
李弇（?—?），字子完，陇西狄道（今甘肃临洮县）人，汉朝名将李广的十四世孙。
李弇原名李良，夫人梁氏。他在前凉张轨的手下为武卫将军、安世亭侯，五十六岁去世。张骏给李良开玩笑，说他的名字是良，妻子的姓是梁，夫妻相同称，子孙很难称呼舅氏，于是以少年立功，如同耿弇，改名李弇。
李弇是李昶的父親、李暠的祖父、李歆的曾祖父、李重耳的高祖父、唐獻祖李熙的六世祖、唐懿祖李天錫的七世祖、唐太祖李虎的八世祖、唐世祖李昞的九世祖、唐高祖李渊的十世祖。李弇也是十六国中的西凉和后来的大一统李唐王朝皇室的直系祖先。李暠追尊他为景王。